# A Golden Christmas
A Golden Christmas é um filme para a televisão de romance de Natal de 2009 estrelado por Andrea Roth e Nicholas Brendon. O filme estreou em 13 de dezembro de 2009, o primeiro filme original de Ion Television.

## Sinopse
Um verão muito tempo atrás, uma menina e um menino, Jessica e Michael, foram reunidos por um cachorro muito especial (um golden retriever). Eles brincaram nas matas próximas durante todo o verão, que era o amor filhote de cachorro, e Michael prometeu seu amor para Jessica. Após o verão acabar, eles nunca viram um ao outro novamente.
Jessica, agora uma advogada bem sucedida recentemente viúva com um filho pequeno, está olhando para relaxar. Ela decide que ela precisa para começar de novo e voltar para sua cidade natal. Ela espera para comprar a sua casa os pais já aposentado como uma surpresa de Natal. No entanto, seu plano dá errado quando ela descobre que seus pais já venderam a um homem, Jessica acha chato, depois que ele segue um cão errante (um golden retriever) em sua casa uma noite. Ele é o Michael, mas, como eles estão agora muito mais velho, nem reconhecer um ao outro. Ela faz esquemas para conseguir a casa de volta para si mesma, incluindo 'sabotar' a venda de sua antiga casa , mas no final , ela percebe que seria melhor para Michael e sua filha se ela compra a casa dele para compensar sua 'sabotagem', para que ele possa fechar a compra do novo lugar.
Depois de uma festa de Natal e algumas 'pistas' reveladas quanto ao Michael e história de Jessica, cão agora adotivo de Michael desaparece. Michael e Jessica, ambos lembrando suas aventuras juvenis na floresta, vão procurá-lo. Eles encontram o cachorro, e na mata os dois percebem e lembre-se uns aos outros de sua infância. Eles se beijam, enquanto o golden retriever tem filhotes.
Jessica ajuda Michael mudar para sua nova casa. No final, o golden retriever corre alegremente para a floresta, como Michael e Jessica assistir. Ele é deixado para eles, e o espectador, para decidir se o cão é "mágico".

## Elenco
- Andrea Roth como Jessica
- Nicholas Brendon como Michael
- Bruce Davison como Rod, pai de Jessica
- Alley Mills como Katherine, mãe de Jessica
- Elisa Donovan como Anna, irmã de Jessica
- Jason London como Mitch
- Daniel Zykov como Henry, filho de Jessica
- Melody Hollis como Madeline, filha de Michael
- Robert Seay como Chet, o corretor de imóveis

## Quase-Sequências
Duas 'quase'-sequências foram feitas:
- 3 Holiday Tails (aka A Golden Christmas:The Second Tail), 'lançado diretamente em DVD' em 2011 (que incluiu apenas Mills e Davison do elenco acima), envolvendo um casal de jovens pós-faculdade que se reúnem devido a por vários golden retrievers, e uma sub-trama, novamente com dois pré-adolescentes se tornam bons amigos.[2]
- A Golden Christmas 3, um filme de TV lançado em novembro de 2012, com amigos de infância que se reúnem no amor, devido novamente à circunstância "mágica" que envolve várias golden retrievers.[3]

Nem bem como o filme original.